# 식도내압검사
식도내압검사(esophageal motility study, EMS, esophageal manometry)는 위식도조임근, 식도의 몸통, 아래식도조임근의 운동 기능을 평가하기 위한 검사이다.

## 적응증
식도내압검사는 일반적으로 식도의 꿈틀운동이나 운동성과 관련된 질환이 의심될 때 이를 평가하기 위해 시행된다. 적응증이 되는 질환은 식도이완불능증, 광범위식도연축, 호두까기식도, 아래식도조임근의 과긴장 등이 있다. 이 질환들은 보통 고형이나 액체 음식 모두에서 삼킴장애 증상을 보인다. 심장이 원인이 아닌 것으로 보이는 흉통이 있을 때도 진단을 위해 식도내압검사를 수행할 수 있다.
식도협착이나 식도암 등 식도의 해부학적인 질환에 대해서는 유용하지 못하다.

## 절차
카테터를 코에 넣고 위로 이동시킨다. 위로 들어간 카테터를 천천히 다시 꺼내면서 압력 변화를 측정하고 이후 평가를 위한 정보를 기록한다. 때때로 환자에게 깊게 숨을 쉬게 하거나 약간의 물을 삼키도록 요청한다. 느끼는 불편함의 정도는 환자마다 다르다. 진정제는 식도 근육의 기능을 바꿀 수 있으니 환자에게 진정제를 투여하지는 않는다. 전반적으로 검사에는 45분 정도가 소요된다. 검사가 끝나면 보통 환자는 다시 일상으로 복귀할 수 있다.

## 같이 보기
- 호두까기식도